# 萧克
萧克（1907年7月14日—2008年10月24日），原名萧武毅，字子敬，乳名克忠，又名肖克，湖南嘉禾人，中国共产党、中华人民共和国政治人物，原副国级领导人。中国人民解放军上将、前全国政协副主席、中国人民解放军军事学院院长兼第一政委。
萧克早年加入國民革命軍，参与北伐战争。之后加入中国共产党并组织南昌起义。随后担任红一方面军独立第五师师长、红八军军长、红六军团军团长、红二方面军副总指挥、红四方面军第三十一军军长等职，率部参加历次反围剿战役与长征。抗日战争期间，担任八路军120师副师长、晋察冀军区副司令员、代司令等职，参与忻口战役等。第二次国共内战期间，担任晋察冀第二野战军司令员、冀热辽军区司令员，晋察冀野战军司令员、率部参加怀来战役、石家庄战役。随后担任第四野战军兼华中军区第一参谋长、参与指挥渡江战役、衡宝战役等。中华人民共和国成立後，担任中央人民政府人民革命军事委员会军训部部长、国防部副部长等。文化大革命期间遭受迫害，此后担任中国人民解放军军政大学校长、中央顾问委员会常务委员等职。

## 生平
萧克是湖南省嘉禾县泮头乡小街田村人。

### 第一次国共内战與長征

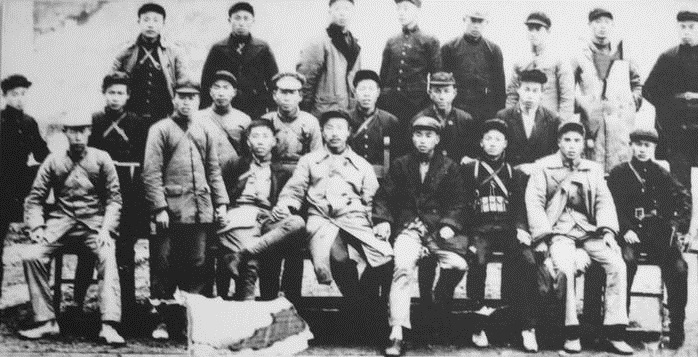
1935年11月29日，中国工农红军第六军团的幹部在長征至湖南新化合影。前排左起：周仁杰（紅十六師師長）、李銓（军团政治部宣传部部长）、王震（军团政委）、夏曦（军团政治部主任）、萧克（軍團長）。

1926年，萧克加入国民政府中央军事政治学校宪兵教练所、国民革命军补充第五团，并随部参加北伐战争。1927年，在叶挺部第七十一团三连任政治指导员，不久加入中国共产党。8月参加南昌起义并随部南下，起义军在广东潮汕失败后，转移地方组织发展地方武装。
1928年1月，萧克任宜章县游击队长并参加湘南起义，随后率部上井冈山编入红军第四军，先后担任连长、营长、营党代表、第一纵队参谋长等职。1929年，随部进军赣南、闽西，并参加当地根据地创建。1930年6月后，历任红四军第三纵队司令员、第十二师师长、红一方面军独立第五师师长、红八军军长、红六军团军团长等职，参加了中央革命根据地历次反围剿作战。
1934年，萧克率红六军团西征，转战贵州、云南等地，与贺龙所率红二军团会合，随后创建湘鄂川黔根据地。1936年，贺龙、萧克接到红军总司令部的来电，电报署名总司令朱德、总政委张国焘，要求他们北渡金沙江，与红四方面军会合。贺萧在不知张国焘另立中央的情况下，仍率部渡江会合。随后，红二、六军团接到中央军委电令组成红二方面军，贺龙为总指挥，任弼时为政委，萧克为副总指挥。两月后，总司令朱德命令萧克代替生病的王树声出任红四方面军红三十一军军长，与胡宗南部交战，并同主力北上抵达陕北。

### 抗日战争时期

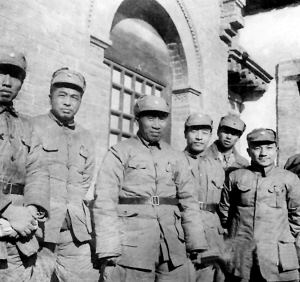
1938年，山西洪洞县马牧村八路军总部合影，自左起分别为彭德怀、朱德、彭雪枫、萧克、邓小平

抗日戰爭爆发后，担任八路军120师副师长，被授予中华民国国民革命军中將军衔。率部指挥忻口战役，参与开辟晋西北抗日根据地，组织指挥了收复河曲、保德、偏关等7座县城的战役。1939年出任冀热察挺进军司令员兼政治委员，提出了“巩固平西抗日根据地，坚持冀东游击战争，发展平北新的游击根据地”的方针，领导平西、平北、冀东等抗日根据地创建、发展。1940年1月，指挥部队反击日军的“十路围攻”，歼灭日伪军800余人，击落飞机1架。作战数百次，歼灭日伪军5,500余人，巩固了平西根据地，开辟平北根据地，发展了冀东根据地，并向热河南部、辽宁西部地区发展。1942年2月任晋察冀军区副司令员，1943年8月代理晋察冀军区司令员。1944年4月，他回到延安，参加整风运动和中国共产党第七次全国代表大会。1945年华北座谈会上，彭德怀因为百团大战挨批时，萧克是少数愿为他声辩的人之一。

### 第二次国共内战时期

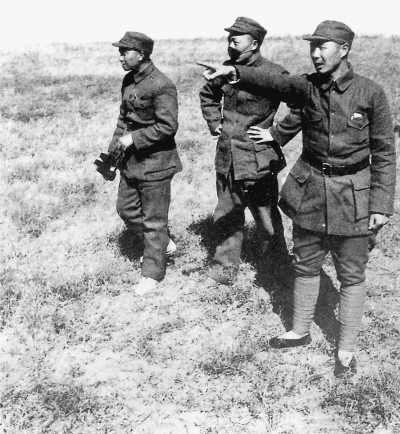
1947年4月，萧克与聂荣臻、杨成武在正太战役前线

第二次国共内战爆发後，萧克担任晋察冀第二野战军司令员、中共晋察冀中央局常委，中共中央冀热辽分局委员、冀热辽军区司令员，组织指挥承德战役、叶赤战役、古北口保卫战。1946年，出任晋察冀野战军司令员，参与指挥正太战役、怀来战役、石家庄战役等。1948年，任华北军区副司令员，兼任华北军政大学副校长。1949年3月，调任第四野战军兼华中军区第一参谋长，率部南下参加渡江战役，并组织策划河南张轸起事和湖南程潜、陳明仁起事，使得解放军顺利攻占湖北、湖南。之后其率军进入中南、西南地区，参与指挥衡宝战役、广东战役、广西战役等。

### 中华人民共和国成立后
中华人民共和国建国後，1950年6月任中央人民政府人民革命军事委员会总参谋部军训部部长。1954年11月任国防部副长，1955年4月兼任训练总监部副长兼战斗训练部长，负责全军的教育与训练，促进了军队正规化建设。同年9月27日，被授予中华人民共和国上将军衔（排名第一位），一级八一勋章、一级独立自由勋章、一级解放勋章。1957年底任训练总监部部长、党委书记。1958年2月彭德怀拿一篇文章给蕭克看，蕭克对其中的反正规化现代化的说法提出不同意见，之后在彭德怀提出“教条主义”后，萧克批了与彭关系很好的张宗逊的“反教条主义”说法，彭为此不高兴，于是毛泽东说“萧克这个人在历史上一贯不正派。”于是萧被错误受彭德懷、黃克誠等人批判為「反黨」，並被解除职务。而肖克是林彪的心腹，他被批判解职的事情也成了林彪在政见相同的情况下拒绝在1959年庐山会议保彭德怀的导火索之一。1959年10月改任农垦部副部长，1960年1月代理部长，期间主持制定了《国营农场工作条例》、《国营农场领导管理体制的决定》等法规。文化大革命期间，遭受迫害并下放到江西五七干校进行劳改。
1972年5月任中国人民解放军军政大学校长。1977年12月，改任军事学院院长、第一政治委员等职，1980年1月加任国防部副部长。1980年9月，增补为第五届全国政协副主席。1982年，当选为中央顾问委员会常务委员。1989年，在六四事件中，萧克反对出動軍隊武力鎮壓学生。2008年10月24日上午12时51分，因病在北京逝世。官方稱他為「中国共产党的优秀党员，久经考验的忠诚的共产主义战士，无产阶级革命家、军事家」。

## 著作
萧克最著名的著作为《浴血罗霄》，其荣获1988年茅盾文学奖荣誉奖。该书主要描写萧克在第一次国共内战、抗日战争时期的故事，初稿成于抗日战争初期，但屡经修改，在萧克被批斗时期、文化大革命时期成为被攻击的主要材料之一；该书直到1988年正式出版。
此外亦出版有《萧克诗稿》1991湖南文艺出版社、《萧克回忆录》1997解放军出版社。。

## 个人生活与评价
晚年时的萧克还致力于军事学、党史、军史、战史的研究。其主编《南昌起义》、《秋收起义》、《朱毛红军侧记》等书。主编百卷巨著《中华文化通志》。
萧克在中共党内是开明派的重要代表。萧克虽然是军方领袖，但曾因长征时期没有反对张国焘南下主张，而长期受到毛泽东及其他中共将领的批评，此外还与贺龙长达十年的不算太愉快的合作有关。六四后，萧克力主创办了改革派的杂志《炎黄春秋》，因萧克等人力挺，《炎黄春秋》能发表許多当局忌讳的文章，但其触动面仍较为有限。

## 家庭
妻子蹇先佛，电力工业部副部长。
儿子萧星华，中国书画艺术家协会名誉主席。